# Il Giornale di Reggio
Il Giornale di Reggio è stato un quotidiano locale, fondato il 7 gennaio 2005 e chiuso il 18 maggio 2012 diffuso nella provincia di Reggio Emilia. Fondato da Tiziano Motti dopo la chiusura della testata Ultime notizie è stato diretto da Nicola Fangareggi, Umberto Bonafini, Alessandro Bettelli per un breve periodo, e infine da Roberto Rozzi. La normale tiratura si aggirava intorno alle 4 000 copie.
È stato uno dei quattro quotidiani locali principali distribuiti nella provincia di Reggio Emilia, insieme alla Gazzetta di Reggio, Il Resto del Carlino e L'Informazione. Nell'estate del 2005, Il Giornale di Reggio ha allargato la sua distribuzione alle principali mete di villeggiatura dei reggiani, tra cui Ortisei, Marina di Massa e la Riviera romagnola, tornando poi alla normale distribuzione a settembre.
Vi tenevano rubriche settimanali Antonio Lubrano, Cesara Buonamici, Massimo Giletti e Oliviero Diliberto. Restano attivi il sito internet, oggi all'interno del portale nazionale 4Minuti, e il bisettimanale.